# Wallmoden
Wallmoden là một thị xã ở huyện Goslar trong bang Niedersachsen, Đức. Đô thị này có diện tích 16,82 km². Đây đã từng là nơi ở của nhà Wallmoden.